# Jean-Baptiste Budes de Guébriant
Pour les autres membres de la famille, voir Famille Budes de Guébriant.
Jean-Baptiste Budes de Guébriant, comte de Guébriant (parfois écrit Goësbriant), né le 2 février 1602 à Saint-Carreuc d'une ancienne famille bretonne et mort le 24 novembre 1643 de la blessure qu'il reçut le 17 novembre 1643 d'un coup de fauconneau qui lui fracassa le coude droit lors du siège de Rottweil, fut un homme de guerre français actif pendant la guerre de Trente Ans.

## Biographie
Il fait ses études au prestigieux collège jésuite de la Flèche (actuel Prytanée national militaire). Il sert d'abord en Hollande, et lors de la guerre de Trente Ans, commande de 1638 à 1639 le contingent français dans l'armée de son ami Bernard de Saxe-Weimar, se distinguant particulièrement au siège de Breisach en 1638. Il était officier en second de Bernard de Saxe-Weimar et lui succède à la tête de son armée lorsqu’il meurt en juillet 1639.
Il participe notamment aux opérations en Franche-Comté (à Montaigu, Nozeroy, Saint-Claude), cette province étant à l’époque sous dépendance espagnole.
Avec l'aide des Suédois, en conjonction avec Johan Banér (1596-1641), général suédois, il organise une attaque sur Ratisbonne en 1640.
Ses victoires à Wolfenbüttel le 29 juin 1641 et à Kempen en 1642 lui font obtenir le bâton de maréchal de France. Mais il échoua dans sa tentative d'invasion de la Bavière de concert avec Torstenson.
Le roi lui avait donné le gouvernement des villes et château d'Auxonne, (lettres de provisions royales du 10 avril 1641).
Le 17 novembre 1643, au cours d'une inspection lors du siège de Rottweil, il eut le coude droit fracassé par un boulet et fut amputé du bras le même jour. La place ayant capitulé le 19, Guébriant fut porté par ses gardes dans la ville conquise le 21 novembre et se logeait chez les Dominicains. Il y mourut de la gangrène le 24 novembre 1643.

## Mariage
Il épousa Renée Crespin du Bec (1614-1659), la « maréchale de Guébriant », qui fut nommée « ambassadrice extraordinaire » pour accompagner Louise-Marie de Gonzague en Pologne en 1645 (avec Jean Le Laboureur dans sa suite).

## Postérité

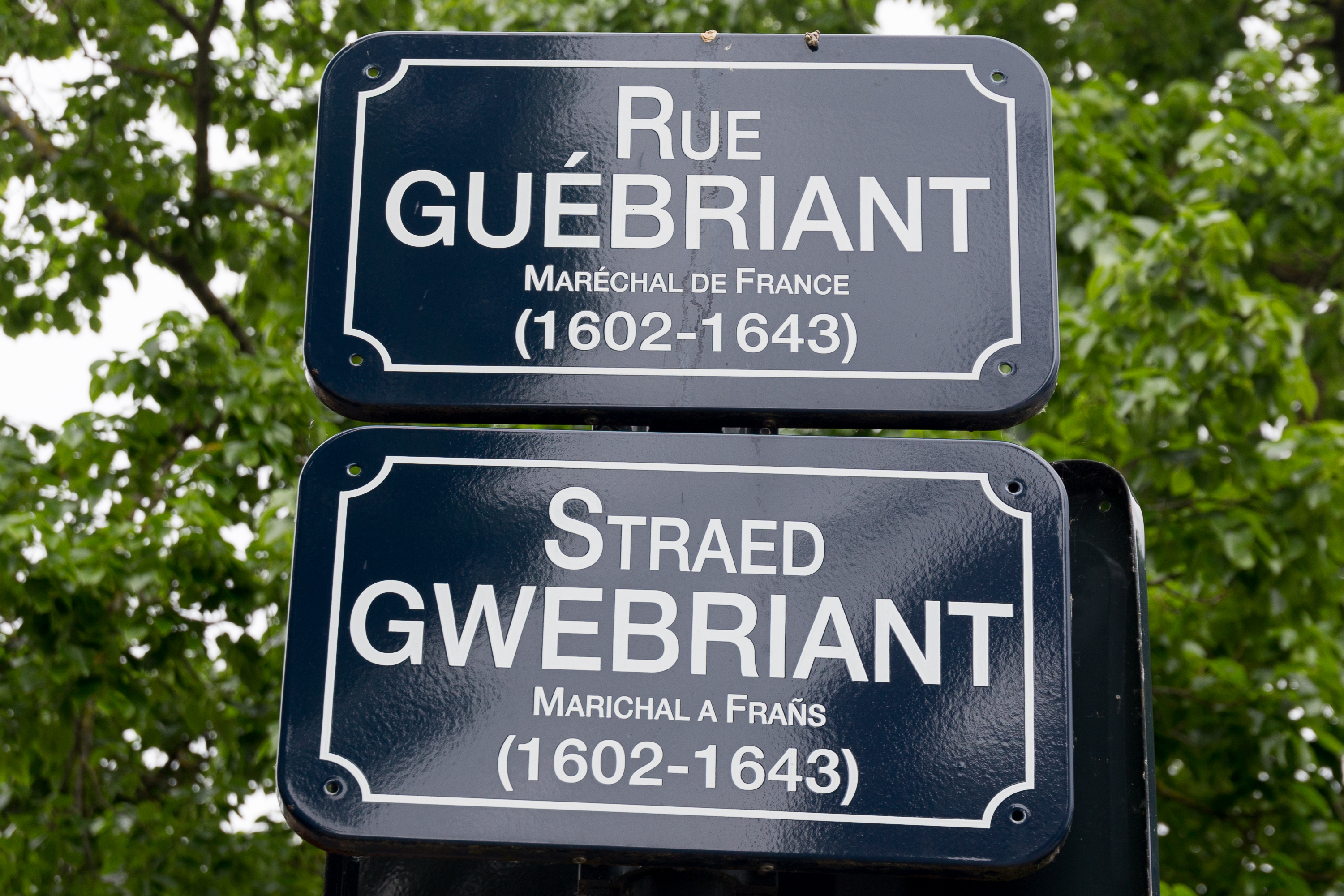
Rue Guébriant à Rennes.
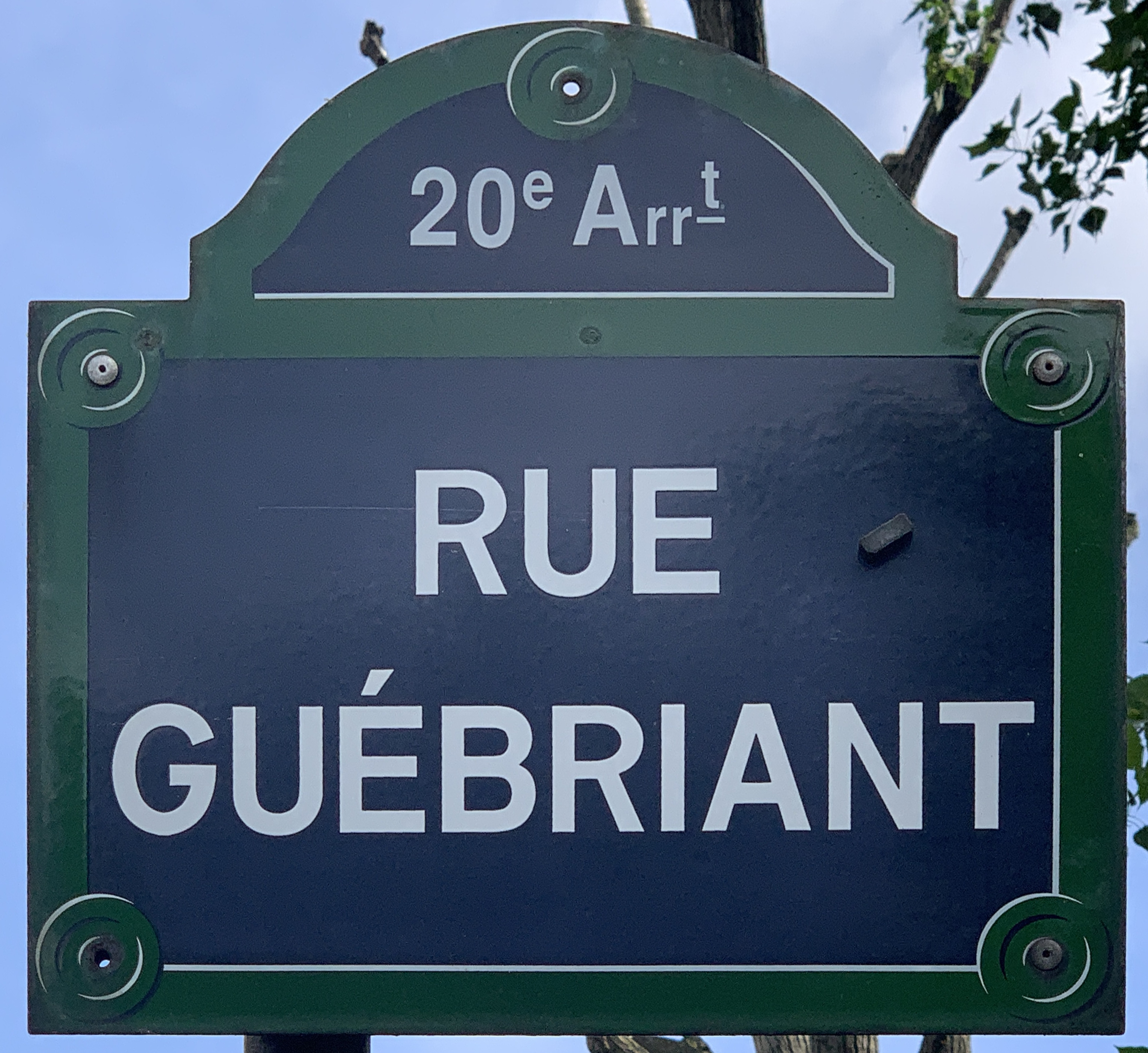
Rue Guébriant à Paris.

- Des rues portent son nom, notamment à Saint-Brieuc, Auxonne, Paris et Rennes.
- Son buste est exposé dans la Galerie des Batailles du château de Versailles

### Sources
- A. Brinzinger dans Württembergische Vierteljahrschrift für Landesgeschichte, 1902.
- Le patrimoine des communes des Côtes d'Armor, Flohic éditions, page 749.